# Орлы (Атырауская область)
Орлы (каз. Орлы) — село в Курмангазинском районе Атырауской области Казахстана. Административный центр сельского округа Орлы. Находится примерно в 5 км к западу от села Курмангазы. Код КАТО — 234649100.
Село расположено на острове в дельте Волги, в 5 км западнее от центра села Курмангазы.

## Население
В 1999 году население села составляло 1818 человек (913 мужчин и 905 женщин). По данным переписи 2009 года, в селе проживало 1838 человек (933 мужчины и 905 женщин).